# 열혈남아 (2006년 영화)
"열혈남아"(영어: Cruel Winter Blues)는 2006년 11월 9일 개봉한 대한민국의 영화이다. 이정범 감독의 입봉작으로, 설경구, 조한선, 나문희가 출연했다. 같은 날짜에 개봉한 영화 "사랑따윈 필요없어"가 같은 제작사에서 제작된 영화라 논란이 일기도 했다. 또한, 흥행에는 실패했지만 이 작품으로 나문희는 청룡영화상 여우조연상을 수상했다.

## 줄거리
조직의 베테랑이자 보스이자 어릴 적 친구를 잃은 재문은 복수를 위해 과거 자신의 보스를 살해한 경쟁 조직 보스 대식을 쫓는다. 그는 태권도 유단자이지만 조직 생활에 갓 발을 들인 순박한 치국을 동료로 삼아 대식의 고향인 전라도 외딴 마을 불교로 향한다. 복수를 위한 기회를 엿보던 재문은 우연히 대식의 어머니 전심과 가까워진다. 전심은 그를 아들처럼 따뜻하게 대하고, 재문은 복수와 인간적인 정 사이에서 갈등하게 된다. 결국 재문과 대식 사이에 피비린내 나는 최후의 대결이 벌어지며 비극적인 이야기가 전개된다.

## 출연진
- 설경구 - 심재문 역
- 조한선 - 문치국 역
- 나문희 - 김점심 역
- 윤제문 - 민대식 역
- 류승룡 - 이민재 역
- 오용 - 박상근 역
- 심이영 - 조미령 역
- 김준배 - 원기 역
- 조덕제 - 형사 1 역
- 선욱현 - 쓰리꾼 건달 역
- 이태림 - 회갑연 사내 1 역
- 조석현 - 회갑연 사내 2 역
- 김경란 - 초인종 할머니 역
- 김창환 - 소년 재문 역
- 정호진 - 소년 민재 역
- 최대웅 - 경운기 노인 역
- 오창경 - 우체국 직원 역
- 김상식 - 대식패 2 역
- 김상식 - 대식패 3 역
- 최경원 - 칼맞는 양복남자 역
- 권오진 - 사진 속 사내 역
- 최민금 - 뻘밭 아낙 3 역
- 문용철 - 노가다 노인 역
- 오민석 - 회갑연 반주 역
- 조희봉 - 마을 이장 역
- 주진모 - 형사반장 역

## 스탭
- 감독·각본 : 이정범
- 프로듀서: 김동환
- 제작 : 차승재, 김미희
- 기획 : 김성우
- 촬영 : 김동천
- 조명 : 이은수
- 조연출 : 남성식
- 동시녹음 : 이지수
- 음악 : 김준석
- 미술 : 박일현
- 편집 : 신민경
- 제작사 : 싸이더스FNH
- 배급 : CJ엔터테인먼트

## 수상 정보
- 2007년 제15회 춘사영화상
  - 남우조연상 (조한선)
  - 신인감독상 (이정범)
- 2007년 제28회 청룡 영화상
  - 여우조연상 (나문희)